# Chocomel

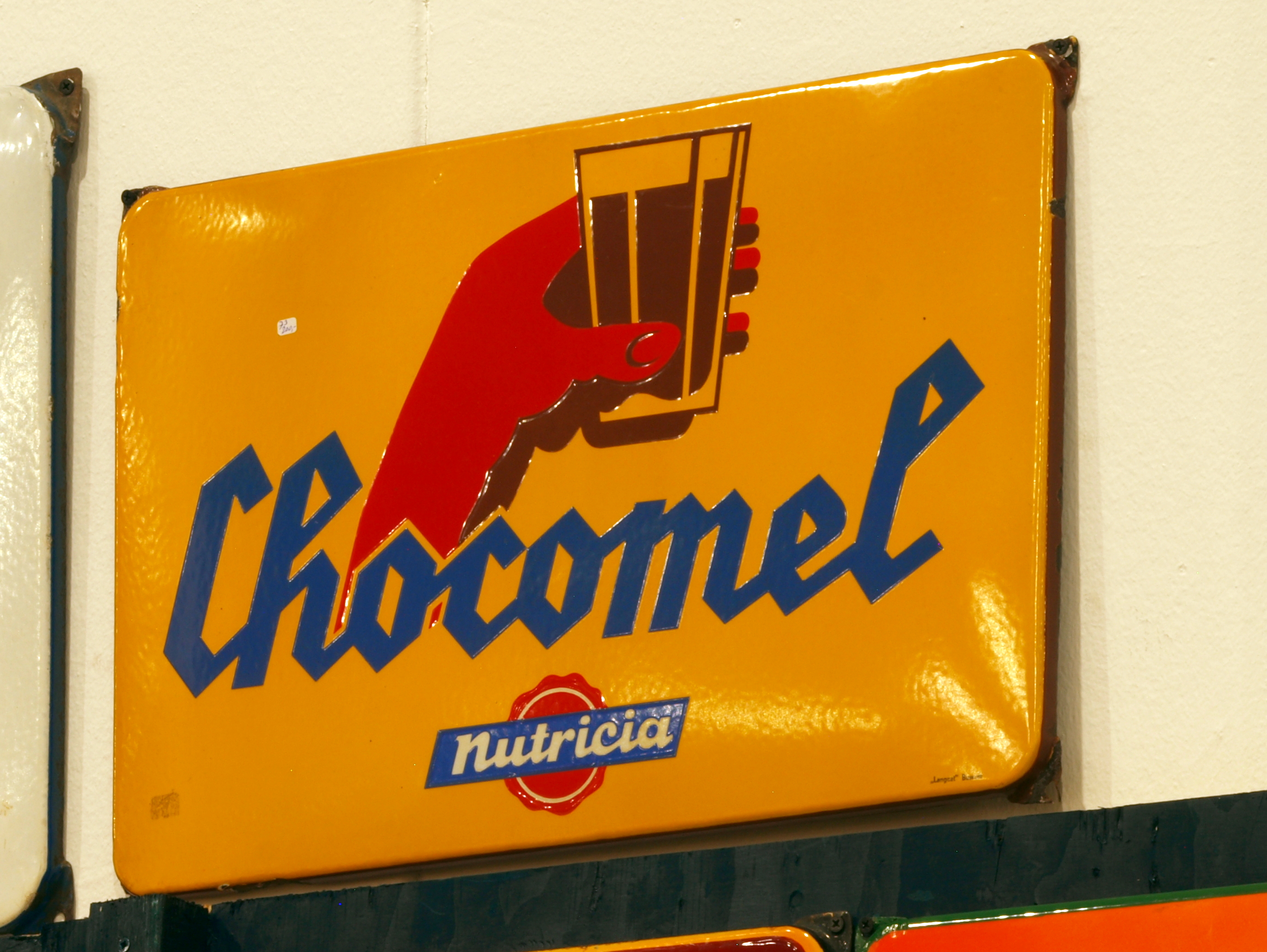
Plaque émaillée publicitaire pour Chocomel, de Nutricia.

Chocomel (Cécémel en Belgique) est une boisson chocolatée au lait d'origine néerlandaise produite par Campina en Belgique dans la ville d'Aalter.

## Histoire
Avant d'être largement commercialisé, Chocomel fut créé en 1932 par Martien Breij aux Pays-Bas. Après son décès, en 1945, sa femme a dû vendre les parts à Numico qui lança la grande production Numico. Chocomel est disponible aux Pays-Bas, en Allemagne, en Belgique, en France (en Belgique et en France sous le nom de Cécémel) au Luxembourg et au Royaume-Uni. Le slogan de la boisson est en néerlandais De enige échte et Le seul vrai en français. Trois variantes de Chocomel existent : mokka, light et demi-écrémé ; ainsi qu'une variante de Cécémel: dark. Chocomel est aussi disponible en doses pour les cafetières Senseo de Philips.

## Belgique
Le nom Chocomel n'a pas pu être enregistré en Belgique. C'est donc rapidement devenu C.C.mel, puis C-C-mel, et enfin Cécémel.
Cécémel est devenue Chocomel en France en 2022. Cette transition fait partie d'une décision de la maison-mère, FrieslandCampina, d'harmoniser le nom de la marque à l'international. L'objectif était de simplifier l'identité de la marque et d'assurer une cohérence sur tous les marchés où elle est présente. Malgré ce changement de nom, la recette reste identique et le goût de la boisson reste le même.